# Красногорський рудник
Красногорський рудник – гірничодобувне підприємство в Костанайській області Казахстану, що провадить розробку Краснооктябрьського бокситового родовища.
Родовище виявили у 1956 – 1957 роках та поставили його запаси на державний баланс у 1962-му. Призначений для їх вилучення рудник почав свою роботу у 1970-х роках (при цьому відомо про спорудження в 1970-му залізничної гілки Лисаковськ – Красногорськ довжиною 73 км). Хоча Краснооктябрьске родовище найбільше у Західно-Тургайському бокситоносному районі, проте тривалий час роботи тут стримувались високим вмістом карбонатів. З появою у 1998-му удосконаленої технології переробки краснооктябрьських бокситів розробка родовища активізувалась. Станом на 2016-й видобули 75 млн тон бокситів, а залишкові запаси оцінюються біля 100 млн тон.
Видобуток ведеться відкритим способом, зокрема, відомо про існування тут на початку 21 століття кар’єрів №1, №3, №15.
В 2016-му почались розкривні роботи на кар’єрі №17, де потрібно було зняти 53 млн м3 розкривних порід. Станом на 2018 рік роботи продовжувались, при цьому вже отримали першу руду. Проектна потужність кар’єру №17 дорівнює 1 млн тон бокситів на рік, а проектна глибина – 111 метрів.
В першій половині 2020-х планують ввести в дію кар’єр №4.
Рудник належить до Краснооктябрьського бокситового рудоуправління компанії «Алюминий Казахстана».